# Boucles d'oreilles
『Boucles d'oreilles』（ブックル ドレイユ）は、2007年3月21日に発売された大貫妙子のセルフカバー・アルバム。発売元はGT music。初回限定盤はデジパック仕様になっている。

## 概要
帯コピー： ″その独自の美意識に基づく繊細で透明な歌世界を 弦楽四重奏とピアノ、ベースで綴った新たなる大貫妙子の世界″
レーベルをEASTWORLDからGT musicに移籍して第1弾となるセルフカバー・アルバム。タイトルの ″ブックル ドレイユ″ とはフランス語で耳飾り、イヤリングを意味する。
1987年に発表された初のライブ・アルバム『pure acoustic』に収録されていない楽曲で、コンサートでは頻繁に演奏される曲を中心に選曲されている。M-10からM-14は、『pure acoustic』に収められた曲にリマスタリングを施して再度収録された。
同年4月下旬には、全国5か所を巡るライブ・ツアー「″Boucles d'oreilles″ Tour 2007」が開催された。

## 収録曲

### CD
| 全作詞・作曲: 大貫妙子（特記以外）。 | |                      |                      |                        |      |
| #                                    | タイトル | 作詞                 | 作曲・編曲           | 編曲                   | 時間 |
| 1.                                   | 「Shall we dance?」 | 大貫妙子（特記以外） | 大貫妙子（特記以外） | フェビアン・レザ・パネ | 3:16 |
| 2.                                   | 「Cavaliere Servénte」                                                                                                   | 大貫妙子（特記以外） | 大貫妙子（特記以外） | フェビアン・レザ・パネ | 3:57 |
| 3.                                   | 「彼と彼女のソネット」(作詞:Regis Wargnier, Catherine Cohen, Catherine Levy / 作曲:Romano Musumarra / 日本語詞:大貫妙子) | 大貫妙子（特記以外） | 大貫妙子（特記以外） | フェビアン・レザ・パネ | 4:18 |
| 4.                                   | 「若き日の望楼」 | 大貫妙子（特記以外） | 大貫妙子（特記以外） | フェビアン・レザ・パネ | 4:28 |
| 5.                                   | 「風の道」 | 大貫妙子（特記以外） | 大貫妙子（特記以外） | フェビアン・レザ・パネ | 3:37 |
| 6.                                   | 「Hiver」 | 大貫妙子（特記以外） | 大貫妙子（特記以外） | フェビアン・レザ・パネ | 4:07 |
| 7.                                   | 「Time To Go」 | 大貫妙子（特記以外） | 大貫妙子（特記以外） | フェビアン・レザ・パネ | 5:42 |
| 8.                                   | 「Shenandoah」(Traditional／アメリカ民謡)                                                                                | 大貫妙子（特記以外） | 大貫妙子（特記以外） | 中川俊郎               | 3:10 |
| 9.                                   | 「メトロポリタン美術館」                                                                                                 | 大貫妙子（特記以外） | 大貫妙子（特記以外） | フェビアン・レザ・パネ | 2:28 |

| #         | タイトル           | 作詞      | 作曲・編曲 | 編曲     | 時間 |
| --------- | ------------------ | --------- | ---------- | -------- | ---- |
| 10.       | 「黒のクレール」   |           |            | 溝口肇   | 5:54 |
| 11.       | 「横顔」           |           |            | 中西俊博 | 3:08 |
| 12.       | 「新しいシャツ」   |           |            | 中西俊博 | 3:25 |
| 13.       | 「Siena」          |           |            | 清水靖晃 | 4:22 |
| 14.       | 「突然の贈りもの」 |           |            | 中西俊博 | 4:31 |
| 合計時間: | 合計時間:          | 合計時間: | 57:04      |          |      |

### 曲解説
1. Shall we dance?
  - シングル「Happy-go-Lucky」のカップリング曲のリメイクバージョン。
2. Cavaliere Servénte
  - アルバム『PURISSIMA』収録曲のリメイクバージョン。
3. 彼と彼女のソネット
  - アルバム『A Slice of Life』収録曲のリメイクバージョン。
4. 若き日の望楼
  - アルバム『ROMANTIQUE』収録曲のリメイクバージョン。
5. 風の道
  - アルバム『Cliché』収録曲のリメイクバージョン。
6. Hiver
  - アルバム『One Fine Day』収録曲のリメイクバージョン。
7. Time To Go
  - アルバム『One Fine Day』収録曲のリメイクバージョン。
8. Shenandoah
作詞・作曲: トラディショナル(アメリカ民謡) / 編曲: 中川俊郎
  - アルバム中唯一の新録音。アサヒビール「贅沢日和」CMソングとして使用された[5]。
9. メトロポリタン美術館
  - NHK「みんなのうた」で放送され、シングル「宇宙みつけた」のB面に収録された曲のリメイクバージョン。
10. 黒のクレール
  - 8枚目のシングル表題曲のリメイクバージョン。
11. 横顔
  - アルバム『MIGNONNE』収録曲のリメイクバージョン。
12. 新しいシャツ
  - アルバム『ROMANTIQUE』収録曲のリメイクバージョン。
13. Siena
  - シングル「ベジタブル」B面曲のリメイクバージョン。
14. 突然の贈りもの
  - アルバム『MIGNONNE』収録曲のリメイクバージョン。

## 演奏
| Shall we dance? - Acoustic Piano: フェビアン・レザ・パネ - Violin: 金子飛鳥、相礒優子 - Viola: 志賀恵子 - Cello: 木村隆哉 - Contra Bass: 吉野弘志 Cavaliere Servénte - Acoustic Piano: フェビアン・レザ・パネ - Violin: 金子飛鳥、相礒優子 - Viola: 志賀恵子 - Cello: 木村隆哉 - Contra Bass: 吉野弘志 彼と彼女のソネット - Acoustic Piano: フェビアン・レザ・パネ - Violin: 金子飛鳥、相礒優子 - Viola: 志賀恵子 - Cello: 木村隆哉 - Contra Bass: 吉野弘志 若き日の望楼 - Acoustic Piano: フェビアン・レザ・パネ - Violin: 金子飛鳥、相礒優子 - Viola: 志賀恵子 - Cello: 木村隆哉 - Contra Bass: 吉野弘志 風の道 - Acoustic Piano: フェビアン・レザ・パネ - Violin: 金子飛鳥、相礒優子 - Viola: 志賀恵子 - Cello: 木村隆哉 - Contra Bass: 吉野弘志 Hiver - Acoustic Piano: フェビアン・レザ・パネ - Violin: 金子飛鳥、相礒優子 - Viola: 志賀恵子 - Cello: 木村隆哉 - Contra Bass: 吉野弘志 Time To Go - Acoustic Piano: フェビアン・レザ・パネ - Violin: 金子飛鳥、相礒優子 - Viola: 志賀恵子 - Cello: 木村隆哉 - Contra Bass: 吉野弘志 | Shenandoah - Acoustic Piano: 中川俊郎 - Violin: 弦一徹 - Cello: 岩永知樹 メトロポリタン美術館 - Acoustic Piano: フェビアン・レザ・パネ - Violin: 金子飛鳥、相礒優子 - Viola: 志賀恵子 - Cello: 木村隆哉 - Contra Bass: 吉野弘志 黒のクレール - Acoustic Piano: フェビアン・レザ・パネ - Violin: 中西俊博、藤原真 - Viola: 久保田明宏 - Cello: 溝口肇 - Contra Bass: 野中英士 - Alto Sax: 清水靖晃 横顔 - Acoustic Piano: フェビアン・レザ・パネ - Violin: 中西俊博、藤原真 - Viola: 久保田明宏 - Cello: 溝口肇 - Contra Bass: 野中英士 新しいシャツ - Acoustic Piano: フェビアン・レザ・パネ - Violin: 中西俊博、藤原真 - Viola: 久保田明宏 - Cello: 溝口肇 - Contra Bass: 野中英士 Siena - Tenor Sax: 清水靖晃 - Acoustic Piano: フェビアン・レザ・パネ - Violin: 中西俊博、藤原真 - Viola: 久保田明宏 - Cello: 溝口肇 - Contra Bass: 野中英士 突然の贈りもの - Acoustic Piano: フェビアン・レザ・パネ - Violin: 中西俊博、藤原真 - Viola: 久保田明宏 - Cello: 溝口肇 - Contra Bass: 野中英士 - Alto Sax: 清水靖晃 |

## ″Boucles d'oreilles″ Tour 2007
|   | 日時          | 会場                              |
| - | ------------- | --------------------------------- |
| 1 | 2007年4月24日 | 焼津市文化センター 小ホール       |
| 2 | 2007年4月26日 | 名古屋テレピアホール              |
| 3 | 2007年4月27日 | なんばHatch                       |
| 4 | 2007年4月30日 | 東京オペラシティ コンサートホール |
| 5 | 2007年5月2日  | ノバホール                        |

## 参考資料
- 『Boucles d'oreilles』（CD・ライナーノーツ）GT music、2007年3月21日。MHCL-1030。
- 村尾泰郎『レコード・コレクターズ 2020年12月1日発行 (Vol.39-No.12) 特集 大貫妙子』ミュージック・マガジン、2020年12月1日。